# Sant Esteve de Campelles
Sant Esteve de Campelles, de vegades anomenada de Bell-lloc, fou l'església, romànica, del poble de Campelles, del terme comunal de Vilafranca de Conflent, a la comarca del Conflent, de la Catalunya del Nord.
És situada al sector nord del terme de Vilafranca de Conflent, en el seu enclavament de Bell-lloc. És en el cim de la muntanya de Bell-lloc, al sud-oest del despoblat de Bell-lloc.

## Història
S'hi conserva, restaurada, l'antiga església de Sant Esteve de Campelles, romànica, que de vegades és anomenada, erròniament, Sant Esteve de Bell-lloc. Poble i església estan documentats des del segle X: eccl. in Campilias (906 i 968), villare Campeles (1059), eccl. S. Stephani de Campellis (1403). El segle x pertanyia a Santa Maria de Ripoll, i després passà a Sant Joan de les Abadesses. El segle x, Sant Miquel de Cuixà hi tenia nombrosos alous, tal com consta en una butlla papal d'Agapit II. El 1217 fou donat, juntament amb Bell-lloc al priorat de Santa Maria de Cornellà de Conflent. Campelles pertanyia als senyors de Bell-lloc.

## L'edifici
Es tracta d'una església petita, d'una sola nau, sense absis exteriorment diferenciat de la nau i coberta amb volta de canó de punt rodó. Dues finestres d'una sola esqueixada il·luminen la nau: una a llevant i l'altra a migdia. La porta, senzilla, resolta amb un sol arc de mig punt fet de dovelles molt grans, és a l'extrem de ponent de la façana meridional. L'aparell del temple és fet amb carreus grossos tallats de forma rústega. S'hi alternen carreus de pedra calcària, blanca, amb pedra sorrenca vermella, de les pedreres dels voltants, que fan un efecte de policromia molt destacat. A la façana oest de l'església hi havia hagut una torre campanar, ara del tot esfondrada.